# Louis de Pointe du Lac
Louis de Pointe du Lac (França, 4 de outubro de 1766) é um personagem fictício da série de livros As Crônicas Vampirescas, da escritora Anne Rice. Transformado em vampiro por Lestat de Lioncourt, ele é o protagonista que conta sua história ao repórter Daniel Molloy no primeiro livro da série, Entrevista com o Vampiro (1976).
Ele também aparece nos livros O Vampiro Lestat, A Rainha dos Condenados, A História do Ladrão de Corpos, Memnoch, O Vampiro Armand, Merrick, Príncipe Lestat, Príncipe Lestat e os Reinos de Atlântida e Comunhão do Sangue: Uma História do Príncipe Lestat.